# Monochamus borchmanni
Monochamus borchmanni är en skalbaggsart som beskrevs av Stefan von Breuning 1959. Monochamus borchmanni ingår i släktet Monochamus och familjen långhorningar. Inga underarter finns listade i Catalogue of Life.